# Malin Lagerlöf
Malin Anna Louise Lagerlöf, ursprungligen Holst, född 18 juni 1968 på Lidingö, är en svensk manusförfattare och dramatiker. Hon är dotterdotter till Nils Lagerlöf och tillhör släkten Lagerlöf från Värmland.
Lagerlöf har skrivit ett stort antal manus för teater, film och tv, blivit nominerad till Guldbaggen för Bästa manus och samarbetade ofta med sin bortgångne make, Daniel Lind Lagerlöf, med vilken hon har tre barn. I maj 2016 utkom hon med en uppmärksammad självbiografisk bok om tiden efter makens bortgång.
Malin Lagerlöf har vid några tillfällen anklagats för att ha gjort sig skyldig till plagiat, bland annat vad gäller Vägen ut och Fursten  och Bibliotekstjuven.

## Filmografi

### Film- och TV-manus
- Vägen ut (1999)
- Julens hjältar (1999)
- En dag i taget – alkoholism (1999)
- En dag i taget – spelmissbruk (2001)
- Hans och hennes (2001)
- Miffo (2003)
- Buss till Italien (2005)
- Bibliotekstjuven (2011)
- Wallander – Saknaden (2013)
- Farang (2017)
- Ingen utan skuld (2018)
- Så länge hjärtat slår (2024)

## Teater

### Manus
- Fången på fyren (1995)
- Elva nätter före jul (1995)
- En bankrånares dagbok (1997)
- Olof Palmes leende (2001)
- Rum för kärlek (2004)
- Nadja Dolores (2008)
- Knutby – Gud, sex och lydnad (2009)
- Fursten (2012)
- Kvinnor över fyrtio – vad ska man med dem till? (2015)
- Älskad, saknad (2022)